# Nephodia distincta
Nephodia distincta là một loài bướm đêm trong họ Geometridae.